# Confédération ivoirienne des syndicats libres Dignité
La Confédération ivoirienne des syndicats libres Dignité (CISL Dignité) est une confédération syndicale ivoirienne fondée en 1988. Elle est affiliée à la Confédération syndicale internationale (CSI). 

## Histoire
La confédération est fondée le 7 juillet 1992, sous le nom d'Association ivoirienne des syndicats libres Dignité (ASLCI). Elle tient son 5e congrès ordinaire du 12 au 14 décembre 2019, elle a pour président, Elie Boga Dago.